# Shenandoah (Teksas)
Shenandoah – miasto w Stanach Zjednoczonych, w stanie Teksas, w hrabstwie Montgomery.